# Seongdong-gu
Seongdong-gu (성동구) ist einer der 25 Stadtteile Seouls und liegt nördlich des Hangang. Die Einwohnerzahl beträgt 289.656 (Stand: Mai 2021).

## Bezirke

Seongdong-gu besteht aus 20 Dongs:
- Doseon-dong
- Eungbong-dong
- Haengdang-dong 1∼2
- Geumho-dong 1∼4
- Majang-dong
- Oksu-dong  1∼2
- Sageun-dong
- Seongsu 1ga 1 dong
- Seongsu 1ga 2 dong
- Seongsu 2ga 1-dong
- Seongsu 2ga 3-dong
- Songjeong-dong
- Yongdap-dong
- Wangsimni-dong  1∼2

## Galerie

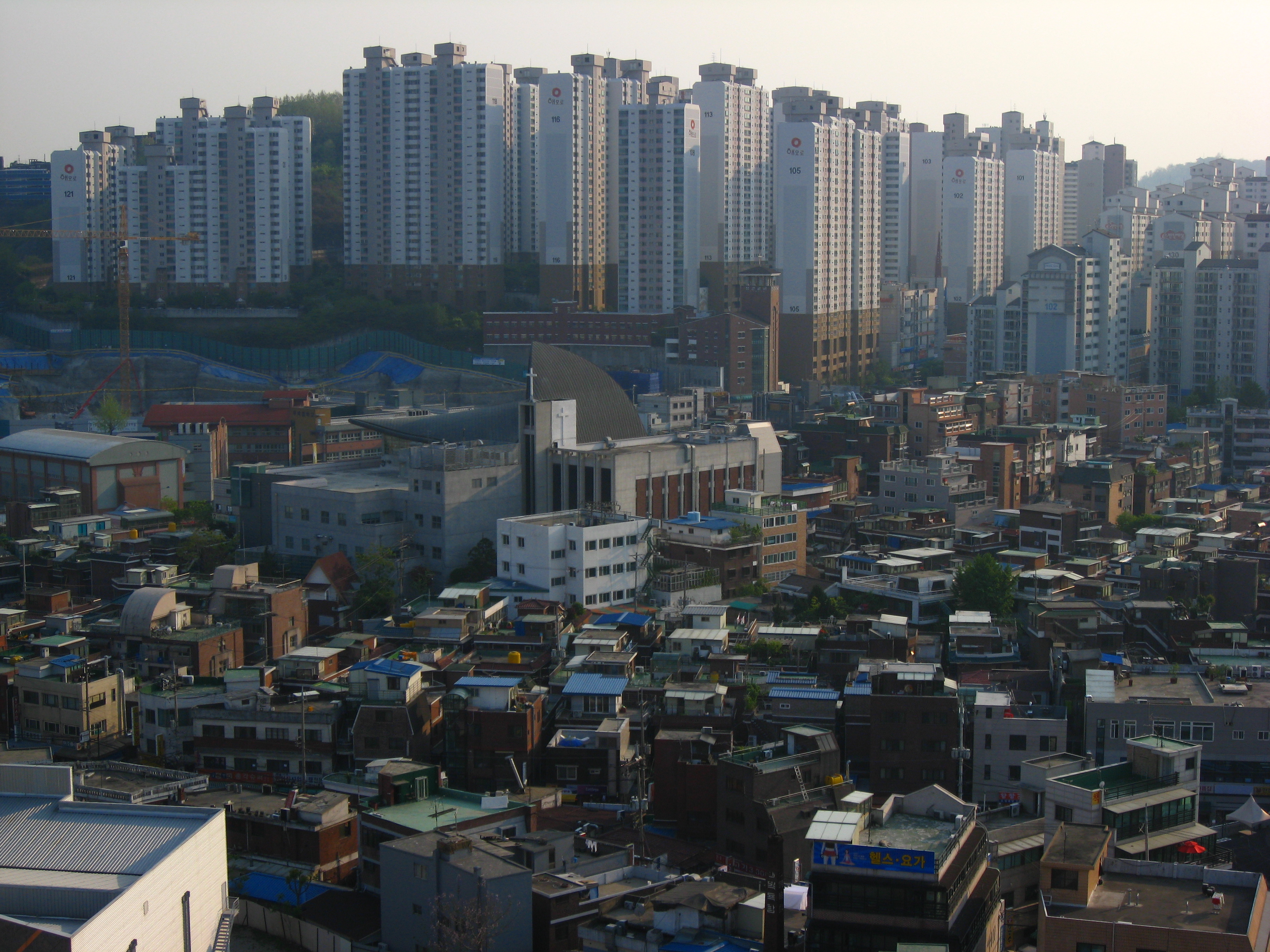
Wangsimni
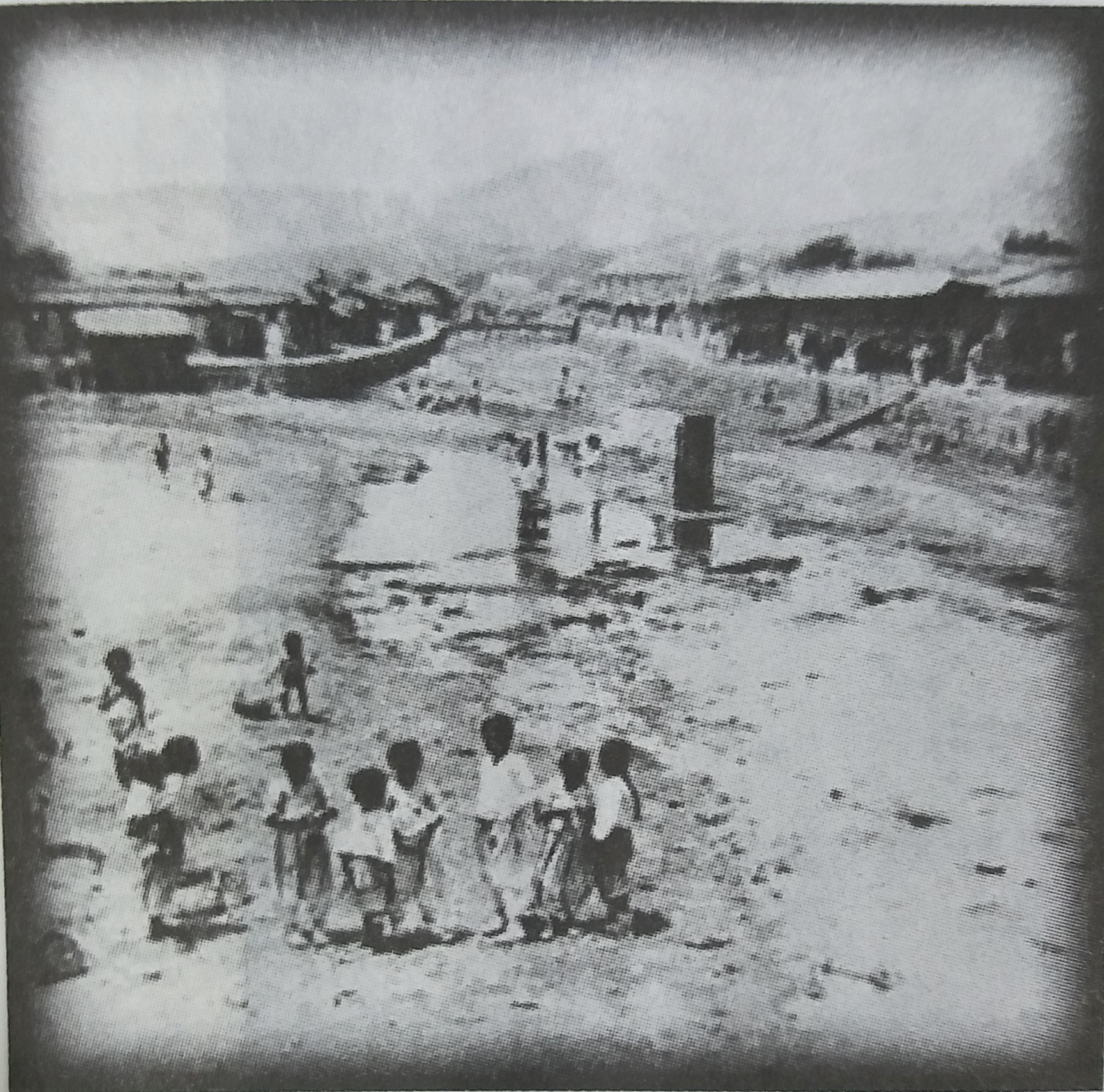
Cheonggyecheon 1904
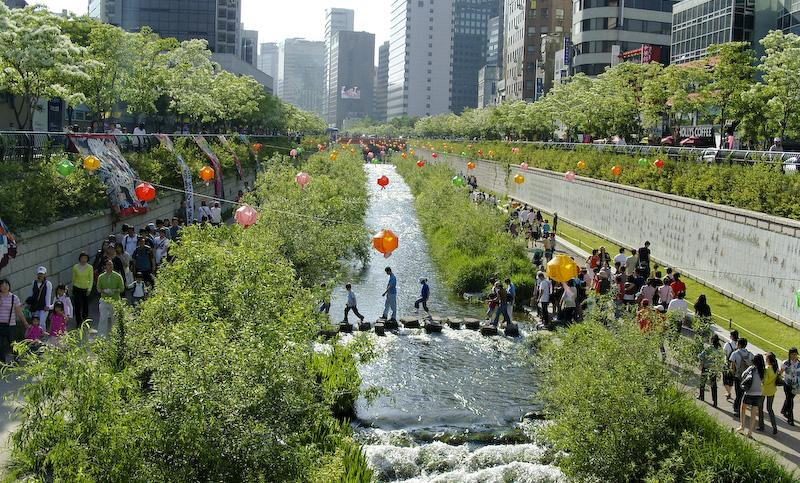
Cheonggyechon 2008
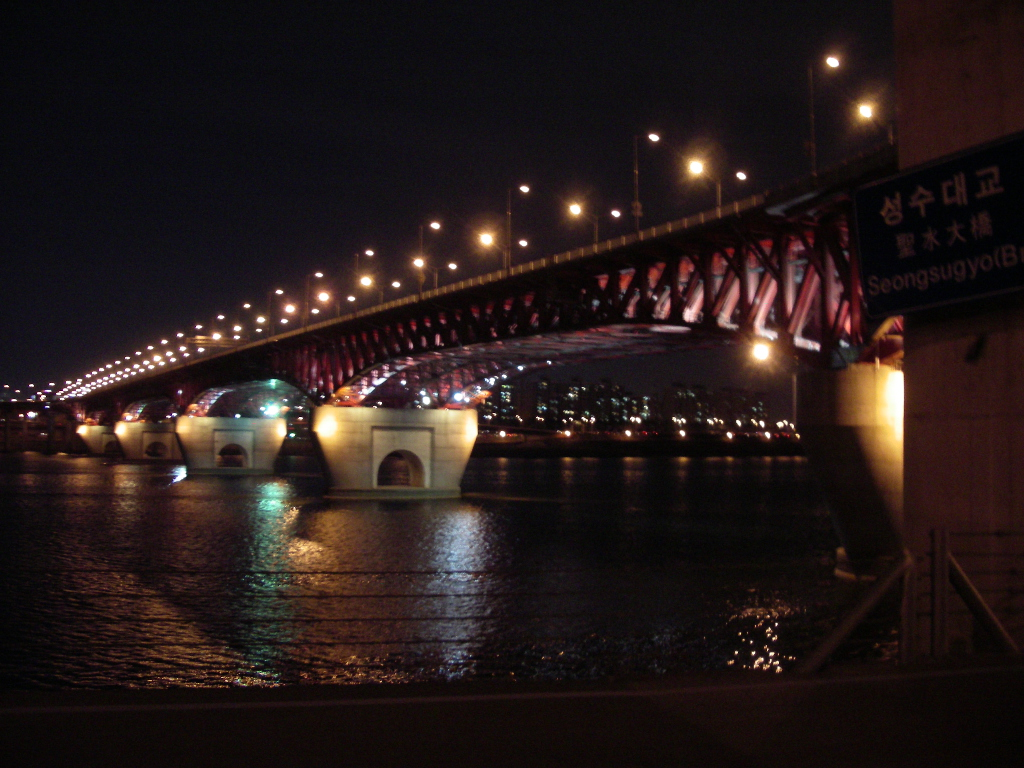
Seongsu-Brücke: Verbindung zu Gangnam